# Poerua River
Der Poerua River ist ein Fluss in Neuseeland, der in den Neuseeländischen Alpen entspringt und an der Westküste der Südinsel in die Tasmansee mündet. Weiter nördlich fließt innerhalb derselben Region der gleichnamige Poerua River, welcher den Lake Poerua zum Crooked River hin entwässert.

## Geographie
Der Fluss entspringt am Westhang des 2444 m hohen Mount Kensington und wird vom Poerua Glacier gespeist. Er strömt zwischen der Willberg Range im Norden und der Adams Range im Süden in nordwestlicher Richtung aus den Neuseeländischen Alpen heraus, wobei er das Wasser verschiedener Streams sowie des Willberg River aufnimmt. Bei ähnlicher Fließrichtung mündet er anschließend in die Tasmansee.

## Infrastruktur
Nachdem der Poerua River die Neuseeländischen Alpen verlässt, wird er vom New Zealand State Highway 6 gekreuzt, der östlich davon durch die Ortschaft Harihari führt. Von diesem abzweigend führt die Oneone Road am Nordostufer des Flusses entlang bis wenige Kilometer vor die Mündung.